# Ionaire binding
Een ion(aire)- of ionenbinding (ook wel elektrovalente of heteropolaire binding) is een chemische binding die ontstaat door de elektrostatische aantrekking tussen ionen: respectievelijk positief en negatief geladen atomen (of moleculen in het geval van polyatomische ionen). Een ionaire binding is alleen mogelijk tussen atomen met een groot verschil in elektronegativiteit: atomen met respectievelijk een metaalkarakter en een niet-metaalkarakter. De elektrostatische aantrekkingskracht is, bij stoffen die worden gekenmerkt door een ionbinding (zouten), de belangrijkste bindende kracht tussen de atomen. De sterkste ionbinding komt voor in cesiumfluoride, doordat de elektronegativiteit van de elementen cesium en fluor maximaal verschilt, met een waarde van respectievelijk 0,79 en 3,98.  
Een ionbinding is noch een intermoleculaire noch een intramoleculaire kracht.
De ionbinding werd rond 1916 door Albrecht Kossel beschreven. Atomen van de verschillende chemische elementen streven in hun buitenste elektronenschil naar een edelgasconfiguratie s2p6, bij chemische elementen hogerop in het periodiek systeem, vanaf gallium, ook naar een gesloten s2p6d10 elektronenconfiguratie. Dit kan door ofwel elektronenafgifte worden bereikt, waarbij enkelvoudig of meervoudig positief geladen kationen worden gevormd, ofwel door elektronenopname, waarbij eenvoudig of meervoudig negatief geladen anionen ontstaan.
Er worden bij deze chemische binding geen stoffen bestaande uit losse moleculen gevormd, maar stoffen bestaande uit een star kristalrooster met een dichte stapeling van ionen, die overigens wel (mede) uit reeds gevormde, geladen moleculen (poly-atomische ionen) kunnen bestaan. In waterige oplossing komen ionen in gehydrateerde toestand voor. De sterkte van de binding is omgekeerd evenredig met de onderlinge afstand van de ionen in de kristalstructuur.

## Voorbeelden
{\displaystyle 12\ \mathrm {Na_{(s)}} +\mathrm {P_{4(s)}} \rightarrow 4\ \mathrm {Na_{3}P_{(s)}} }
{\displaystyle 2\ \mathrm {Li_{(s)}} +\mathrm {F_{2(g)}} \rightarrow 2\ \mathrm {LiF_{(s)}} }

## Stofeigenschappen van ionaire verbindingen
Ionaire stoffen zijn elektrisch neutraal: ze hebben geen netto lading. Door de sterke ionaire bindingen binnen hun kristalrooster zijn deze stoffen bros, en niet kneed- of vervormbaar. Ze geleiden stroom niet in vaste aggregatietoestand, maar hun elektrische geleidbaarheid neemt sterk toe als ze in gesmolten of in opgeloste toestand verkeren. De kristalstructuur wordt dan verbroken en de ladingdragers, de kationen en de anionen, kunnen vrij bewegen.
Super-ionaire geleiders, bijvoorbeeld AgI, geleiden wel goed in vaste toestand. Ze hebben een hoog smeltpunt en een hoog kookpunt. Deze laatste is zó hoog, dat de damp uit ionaire moleculen in plaats van aparte ionen bestaat.

Lithiumfluoride

## Tabel
De eigenschappen van enkele ionaire verbindingen:
| verbinding | smeltpunt (°C) | kookpunt (°C) |
| ---------- | -------------- | ------------- |
| CsBr       | 636            | 1300          |
| NaI        | 661            | 1304          |
| MgCl2      | 714            | 1412          |
| KBr        | 734            | 1435          |
| MgO        | 2852           | 3600          |